# Великий фітиль
«Великий фітиль» — радянський повнометражний комедійний сатиричний кіноальманах 1963 року, що складається з восьми новел і однієї інтермедії. Знятий редакцією всесоюзного сатиричного кіножурналу «Фітиль» на декількох кіностудіях країни в 1963 році. Художній керівник — Сергій Михалков. Прем'єра кіноальманаху відбулася 28 квітня 1964 року.

## Сюжет
- «Дачурка» — про начальника бази Івана, який змінив багато посад і робочих місць, але примудрилися з кожного з них взяти хоч що-небудь для своєї дачі.
- «Влип» — про злодія Петю-Півника, який став мимовільним заручником квартири, зданої з недоробками бригадою будівельників-бракоробів. Через деякий час Петя-Півник, «зав'язав» з цим ремеслом і став чесним будівельником, він майстерно допоміг відкрити сусідці по купе поїзда валізу без ключів.
- «Сон в руку» — про начальника-хабарника, який, побачивши сон про хабар за підпис, примудрився роздягнути до останньої нитки хитрого відвідувача-кавказця, який прийшов за резолюцією.
- «Гудок» — про голову колгоспу Степана Лукича, вся ділова енергія якого пішла на звичайну показуху, що виразилася в новому пароплаві «Степан Лукич», який не зміг рушити з місця, тому що весь пар вийшов через потужний гудок. У підсумку Степан Лукич отримав контузію на обидва вуха і стягнення по партійній лінії.
- «Шашки» — про незвичайний спосіб гри в купе поїзда між попутниками, де замість шашок на дошці стоять стопки з горілкою і коньяком, які випиваються суперниками після кожної з'їденої шашки (дивіться П'яні шашки).
- «Увертюра» — про диригента, який забув удома манжету і під час виступу несподівано згадав про залишену в квартирі включену праску на манжеті, уявивши, як через це виникла пожежа, яку він хвацько загасив. З вікна потягу, черговій по переїзду була кинута записка з проханням зателефонувати до Москви по телефону «01» через залишений увімкненим електрочайник.
- «Розплата» — про голову місцевкому, що збирав нетрадиційним методом «розбійника з великої дороги» профспілкові внески у своїх колег, які заборгували.
- «Жалюгідний жереб» — про марність боротьби з хамовитими чиновниками, звиклими затягувати прийом відвідувачів так, що навіть виклик на дуель скривдженим відвідувачем можуть втопити в рутині бюрократичної тяганини.
- Інтермедія з шимпанзе про сатиру того часу на джаз і абстрактний живопис, як безглуздого і шкідливого напрямку для радянської культури.
- «Мільйонер» — мультфільм про бульдога, що отримав мільйонний спадок від своєї покійної господині в одній з капіталістичних країн, і який став поважним банкіром і впливовим політиком.

## У ролях
- Ролан Биков —  відвідувач-хабародавець (Сон в руку)
- Леонід Биков —  диригент симфонічного оркестру (Увертюра)
- Вадим Захарченко —  попутник голови в поїзді (Гудок)
- Георгій Мілляр —  капітан пароплава (Гудок)
- Юрій Нікулін —  Петя-Півник, злодій-домушник (Влип)
- Микола Крючков —  Степан Лукич, голова колгоспу (Гудок)
- Юрій Медведєв —  чиновник-хабарник (Сон в руку)
- Геннадій Некрасов —  Вася, гість Івана (Дачурка)
- Костянтин Немоляєв — епізод
- Павло Павленко —  помічник голови (Гудок)
- Микола Парфьонов —  Іван, завідувач базою (Дачурка)
- Володимир Прокоф'єв — епізод
- Михайло Пуговкін —  гравець в шашки (Шашки)
- Микола Трофімов —  Трофімов, голова місцевкому (Розплата)
- Данута Столярська —  офіціантка в вагоні-ресторані (Дачурка)
- Сергій Філіппов —  Філіппов, неплатник внесків (Розплата) / гравець в шашки (Шашки)
- Леонід Харитонов —  дуелянт (Жалюгідний жереб)
- Станіслав Чекан —  водій Івана Петровича (Жалюгідний жереб)
- Зоя Чекулаєва —  пасажирка з валізою (Влип)
- Григорій Шпігель —  пасажир біля туалету (інтермедія)
- Сергій Михалков —  черговий по станції / машиніст тепловоза
- Євген Кудряшов —  матрос (Гудок)
- Варвара Попова —  старенька на пристані (Гудок)
- Валентин Брилєєв —  пасажир біля туалету (інтермедія)
- Марк Перцовський —  скрипаль (Увертюра)

## Знімальна група
- Автори: Едуард Бочаров, Гінряри (М. Гіндін, Г. Рябкін і К. Рижов), Віктор Драгунський, В. Іванов, Андрій Кончаловський, Сергій Михалков, М. Рейдель, Андрій Шемшурін, В. Чесноков, Володимир Фетін
- Режисери:
  - Мері Анджапарідзе («Влип»)
  - Едуард Бочаров («Жалюгідний жереб»)
  - Вітольд Бордзиловський, Юрій Притков («Мільйонер»)
  - Софія Мількіна («Дачурка»)
  - Олександр Мітта («Сон в руку», «Увертюра»)
  - Володимир Фетін («Розплата»)
  - Володимир Рапопорт («Гудок»)
  - Микола Федоров — мультиплікаційні титри
- Оператори: Костянтин Бровін, Вадим Грамматиков, Петро Катаєв, Михайло Кожин, Леонід Косматов, В. Окунєв, Лев Рагозін, М. Друян, Володимир Рапопорт, Є. Різо, Л. Хвостов
- Художники: Вітольд Бордзиловський, Ольга Бєднова, П. Веременко, Петро Галаджій, Б. Каплан, О. Кузнецов, Юрій Притков, М. Рудаченко, Марія Фатєєва, Ірина Шретер
- Звукооператори: Л. Беневольска, І. Любченко, О. Матвєєнко, М. Озорнов, М. Прилуцький, І. Черняхівська
- Композитори: Веніамін Баснер, Микита Богословський, Михайло Меєрович, Борис Чайковський
- Диригент — Емін Хачатурян
- Режисер по монтажу — Є. Ладиженська
- Художній керівник — Сергій Михалков